# Список объектов всемирного наследия ЮНЕСКО в Греции
В списке Всеми́рного насле́дия ЮНЕ́СКО в Гре́ческой Респу́блике значится 18 наименований (на 2021 год), это составляет 1,2 % от общего числа (1248 на 2025 год). 16 объектов включены в список по культурным критериям, причём 14(?) из них признаны шедеврами человеческого гения (критерий i), а оставшиеся 2 объекта включены по смешанным, культурно-природным критериям, причем оба, наряду с критерием i, также признан природным феноменом исключительной красоты и эстетической важности (критерий vii). Кроме этого, по состоянию на 2014 год, 14 объектов на территории Греции находятся в числе кандидатов на включение в список всемирного наследия. Греческая Республика ратифицировала Конвенцию об охране всемирного культурного и природного наследия 17 июля 1981 года. Первый объект, находящийся на территории Греции был занесён в список в 1986 году на 10-й сессии Комитета всемирного наследия ЮНЕСКО, последний — в 2016.

## Список
В данной таблице объекты расположены в порядке их добавления в список всемирного наследия ЮНЕСКО.
| #  | Изображение | Название | Местоположение                                              | Время создания      | Год внесения в список | №    | Критерии              |
| -- | ----------- | --- | ----------------------------------------------------------- | ------------------- | --------------------- | ---- | --------------------- |
| 1  |             | Храм Аполлона Эпикурейского в Бассах (греч. Ναός Επικούριου Απόλλωνα) | Номы: Мессения, Трифилия, Аркадия                           | V в. до н. э.       | 1986                  | 392  | i, ii, iii            |
| 2  |             | Руины города Дельфы (греч. Αρχαιολογικός Τόπος Δελφών) | Город: Дельфы Ном: Фокида                                   | VI в. до н. э.      | 1987                  | 393  | i, ii, iii, iv, vi    |
| 3  |             | Афинский Акрополь (греч. Ακρόπολη Αθηνών) | Город: Афины Ном: Афины                                     | 438 год до н. э.    | 1987                  | 404  | i, ii, iii, iv, vi    |
| 4  |             | Духовный центр православия Гора Афон (греч. Άγιο Όρος) | Ном: Халкидики                                              | —                   | 1988                  | 454  | i, ii, iv, v, vi, vii |
| 5  |             | Монастыри Метеоры (греч. Μετέωρα) | Город: Каламбака Ном: Трикала                               | XI—XV век           | 1988                  | 455  | i, ii, iv, v, vii     |
| 6  |             | Раннехристианские и византийские памятники в городе Салоники: (греч. Παλαιοχριστιανικά και Βυζαντινά Μνημεία της Θεσσαλονίκης) * Базилика Святого Димитрия * Храм Святой Софии * Церковь Святых Апостолов * Арка и гробница Галерия * Церковь Святого Пантелеимона * Панагия Халкеон * Церковь Святого Николая Орфаноса * Базилика Ахиропиитос * Монастырь Латому * Церковь Пророка Илии | Город: Салоники Ном: Салоники                               | IV—XV век           | 1988                  | 456  | i, ii, iv             |
| 7  |             | Археологические памятники Эпидавра (греч. Αρχαιολογικός τόπος Επιδαύρου) | Ном: Арголида                                               | IV в. до н. э.      | 1988                  | 491  | i, ii, iii, iv, vi    |
| 8  |             | Средневековый город Родос (греч. Ρόδος) | Город: Родос Острова Додеканес                              | 1309—1523           | 1988                  | 493  | ii, iv, v             |
| 9  |             | Древний город Мистра (греч. Μυστράς) | Город: Мистра Ном: Лакония                                  | 1249                | 1989                  | 511  | ii, iii, iv           |
| 10 |             | Археологические памятники Олимпии (греч. Αρχαιολογικός Τόπος Ολυμπίας) | Ном: Элида                                                  | X век до н. э.      | 1989                  | 517  | i, ii, iii, iv, vi    |
| 11 |             | Остров Делос (греч. Δήλος) | Архипелаг Киклады                                           | 3000 лет до н. э.   | 1990                  | 530  | ii, iii, iv, vi       |
| 12 |             | Византийские монастыри Дафни, Осиос Лукас и Неа Мони (греч. Μονή Δαφνίου, Μονή Οσίου Λουκά και Νέα Μονή Χίου) | Номы: Аттика, Центральная Греция, Северные Эгейские острова | X—XII век           | 1990                  | 537  | i, iv                 |
| 13 |             | Пифагорея и храм Геры на острове Самос (греч. Πυθαγόρειο και Ηραίο Σάμου) | Ном: Самос                                                  | 3000 лет до н. э.   | 1992                  | 595  | ii, iii               |
| 14 |             | Археологические памятники Вергины (греч. Αρχαιολογικός Χώρος των Αιγών (σημερινή ονομασία Βεργίνα)) | Община: Верия Ном: Иматия                                   | XI век до н. э.     | 1996                  | 780  | i, iii                |
| 15 |             | Археологические памятники Микен и Тиринфа (греч. Αρχαιολογικοί χώροι των Μυκηνών και της Τίρυνθας) | Ном: Арголида                                               | XV—XII век до н. э. | 1999                  | 941  | i, ii, iii, iv, vi    |
| 16 |             | Исторический центр (Хора) с монастырем Иоанна Богослова и пещерой Апокалипсиса на острове Патмос | Острова Додеканес                                           | X век               | 1999                  | 942  | iii, iv, vi           |
| 17 |             | Старый город Корфу (греч. Παλαιά Πόλη της Κέρκυρας) | Ном: Керкира                                                | VIII в. до н. э.    | 2007                  | 978  | iv                    |
| 18 |             | Руины города Филиппы (греч. Φίλιπποι) | Ном: Восточная Македония и Фракия                           | 356 год до н. э.    | 2003                  | 1517 | iii, iv               |

## Предварительный список
В таблице объекты расположены в порядке их добавления в предварительный список. В данном списке указаны объекты, предложенные правительством Греции в качестве кандидатов на занесение в список всемирного наследия.
| #  | Изображение | Название | Местоположение | Время создания           | Год внесения в список | №    | Критерии              |
| -- | ----------- | --- | --- | ------------------------ | --------------------- | ---- | --------------------- |
| 1  |             | Бастионные фортификационные сооружения позднего средневековья в Греции а) Керкира (старая крепость и новая крепость) б) Крепость Закинтос в) Крепость Корони г) Крепость Метони д) Крепости Бурдзи, Паламиди и Акронавплия в Нафплионе е) Укрепления Ираклиона ж) Укрепления Ханьи з) Укрепления Родоса и) Замок Митилини                        | Периферии: Ионические острова, Пелопоннес, Крит, Северные Эгейские острова, Южные Эгейские острова                                             | XV—XVIII века            | 2014                  | 5855 | ii, iv, v             |
| 2  |             | Национальный парк Дадия-Лефкимми-Суфлион | Периферия: Восточная Македония и Фракия Ном: Эврос                                                                                             | —                        | 2014                  | 5856 | x                     |
| 3  |             | Античный Лаврион | Периферия: Аттика Ном: Восточная Аттика | V век до н. э.           | 2014                  | 5857 | ii, iv                |
| 4  |             | Окаменелый лес Лесбоса | Периферия: Северные Эгейские острова Номы: Лесбос, Лемнос                                                                                      | —                        | 2014                  | 5858 | vi, vii, viii, x      |
| 5  |             | Археологические раскопки античного Месини | Периферия: Пелопоннес Ном: Мессения | 369 год до н. э.         | 2014                  | 5859 | i, iii, vi            |
| 6  |             | Минойские центры дворцового периода а) Кносс б) Фест в) Малия г) Закрос д) Кидония | Периферия: Крит Номы: Ираклион, Ласитион, Ханья                                                                                                | 2-е тысячелетие до н. э. | 2014                  | 5860 | ii, iii, vi           |
| 7  |             | Археологические раскопки города Никополь | Периферия: Эпир Ном: Превеза | 31 год до н. э.          | 2014                  | 5861 | ii, iv, vi            |
| 8  |             | Расширенный район горы Олимп | Периферии: Центральная Македония, Фессалия Номы: Пиерия, Лариса                                                                                | —                        | 2014                  | 5862 | vi, viii, ix, x       |
| 9  |             | Район озёр Преспа (Мегали-Преспа и Микра-Преспа), включающий памятники византийской и поствизантийской эпох | Периферия: Западная Македония Ном: Флорина | —                        | 2014                  | 5864 | ii, iv, vi, ix, x     |
| 10 |             | Национальный парк Самарийское ущелье | Периферия: Крит Ном: Ханья | —                        | 2014                  | 5865 | vii, vii, ix, x       |
| 11 |             | Крепость Спиналонга | Периферия: Крит Ном: Ласитион | XVI век                  | 2014                  | 5866 | i, ii, iv, vi         |
| 12 |             | Античные башни Эгейского моря а) Башня Химаррос на Наксосе б) Башня Айос Петрос на Андросе в) Башня Айя Триада на Аморгосе г) Белая башня на Сифносе д) Белая башня на Серифосе е) Башня Айя Марина на Кее ж) Башня Дракану на Икарии з) Башня Кастелоризон на Мейисти и) Башня Ро на Ро к) Башня Стронгили на Стронгили                         | Периферии: Южные Эгейские острова, Северные Эгейские острова                                                                                   | IV—III века до н. э.     | 2014                  | 5867 | iii, iv               |
| 13 |             | Национальный парк Загорохория — Северный Пинд | Периферия: Эпир Ном: Янина | —                        | 2014                  | 5868 | iii, v, ix, x         |
| 14 |             | Древнегреческие театры а) Театр Диониса в Афинах б) Театр в Амфиарионе в) Театр в Эпидавре г) Театр в Мегалополисе д) Театр в Аргосе е) Театр в Дельфах ж) Театр в Эретрии з) Первый античный театр в Ларисе и) Театр на Дилосе к) Театр на Милосе л) Театр в Линдосе м) Театр в Иниадесе н) Театр в Додоне о) Театр в Аптере п) Театр в Маронии | Периферии: Аттика, Пелопоннес, Центральная Греция, Фессалия, Южные Эгейские острова, Западная Греция, Эпир, Крит, Восточная Македония и Фракия | IV—II века до н. э.      | 2014                  | 5869 | i, ii, iii, iv, v, vi |